# P2RY14
P2Y purinoceptor 14 je protein koji je kod ljudi kodiran  genom.
Proizvod P2RY14 gena pripada familiji G-protein spregnutih receptora. Postoji nekoliko tipova receptora sa različitom farmakološkom selektivnošću za razne adenozinske i uridinske nukleotide. Ovaj receptor je P2Y purinski receptor za UDP-glukozu i druge UDP-šećere spregnute sa G-proteinima. Smatra se da on učestvuje u dejstvu imunskog sistema putem regulacije matičnih ćelija, kao i u neuroimunskim funkcijama. Dve transkriptne varijante koje kodiraju isti protein su poznate.

## Literatura
1. 1 2  „Entrez Gene: P2RY14 purinergic receptor P2Y, G-protein coupled, 14”.

## Dodatna literatura
- Gerard C, Gerard NP (1994). „C5A anaphylatoxin and its seven transmembrane-segment receptor.”. Annu. Rev. Immunol. 12: 775—808. PMID 8011297. doi:10.1146/annurev.iy.12.040194.004015.
- Müller CE (2003). „P2-pyrimidinergic receptors and their ligands.”. Curr. Pharm. Des. 8 (26): 2353—69. PMID 12369950. doi:10.2174/1381612023392937.
- Abbracchio MP; Boeynaems JM; Barnard EA;  . (2003). „Characterization of the UDP-glucose receptor (re-named here the P2Y14 receptor) adds diversity to the P2Y receptor family.”. Trends Pharmacol. Sci. 24 (2): 52—5. PMID 12559763. doi:10.1016/S0165-6147(02)00038-X.
- von Kügelgen I (2006). „Pharmacological profiles of cloned mammalian P2Y-receptor subtypes.”. Pharmacol. Ther. 110 (3): 415—32. PMID 16257449. doi:10.1016/j.pharmthera.2005.08.014.
- Brunschweiger A, Müller CE (2006). „P2 receptors activated by uracil nucleotides--an update.”. Curr. Med. Chem. 13 (3): 289—312. PMID 16475938. doi:10.2174/092986706775476052.
- Nomura N; Miyajima N; Sazuka T;  . (1995). „Prediction of the coding sequences of unidentified human genes. I. The coding sequences of 40 new genes (KIAA0001-KIAA0040) deduced by analysis of randomly sampled cDNA clones from human immature myeloid cell line KG-1.”. DNA Res. 1 (1): 27—35. PMID 7584026. doi:10.1093/dnares/1.1.27.
- Nomura N; Miyajima N; Sazuka T;  . (1995). „Prediction of the coding sequences of unidentified human genes. I. The coding sequences of 40 new genes (KIAA0001-KIAA0040) deduced by analysis of randomly sampled cDNA clones from human immature myeloid cell line KG-1 (supplement).”. DNA Res. 1 (1): 47—56. PMID 7584028. doi:10.1093/dnares/1.1.47.
- Charlton ME; Williams AS; Fogliano M;  . (1997). „The isolation and characterization of a novel G protein-coupled receptor regulated by immunologic challenge.”. Brain Res. 764 (1-2): 141—8. PMID 9295203. doi:10.1016/S0006-8993(97)00438-1.
- Joensuu T; Hämäläinen R; Lehesjoki AE;  . (2000). „A sequence-ready map of the Usher syndrome type III critical region on chromosome 3q.”. Genomics. 63 (3): 409—16. PMID 10704288. doi:10.1006/geno.1999.6096.
- Chambers JK; Macdonald LE; Sarau HM;  . (2000). „A G protein-coupled receptor for UDP-glucose.”. J. Biol. Chem. 275 (15): 10767—71. PMID 10753868. doi:10.1074/jbc.275.15.10767.
- Wittenberger T, Schaller HC, Hellebrand S (2001). „An expressed sequence tag (EST) data mining strategy succeeding in the discovery of new G-protein coupled receptors.”. J. Mol. Biol. 307 (3): 799—813. PMID 11273702. doi:10.1006/jmbi.2001.4520.
- Joensuu T; Hämäläinen R; Yuan B;  . (2001). „Mutations in a novel gene with transmembrane domains underlie Usher syndrome type 3.”. Am. J. Hum. Genet. 69 (4): 673—84. PMC 1226054 . PMID 11524702. doi:10.1086/323610.
- Strausberg RL; Feingold EA; Grouse LH;  . (2003). „Generation and initial analysis of more than 15,000 full-length human and mouse cDNA sequences.”. Proc. Natl. Acad. Sci. U.S.A. 99 (26): 16899—903. PMC 139241 . PMID 12477932. doi:10.1073/pnas.242603899.
- Lazarowski ER, Shea DA, Boucher RC, Harden TK (2003). „Release of cellular UDP-glucose as a potential extracellular signaling molecule.”. Mol. Pharmacol. 63 (5): 1190—7. PMID 12695547. doi:10.1124/mol.63.5.1190.
- Lee BC; Cheng T; Adams GB;  . (2003). „P2Y-like receptor, GPR105 (P2Y14), identifies and mediates chemotaxis of bone-marrow hematopoietic stem cells.”. Genes Dev. 17 (13): 1592—604. PMC 196132 . PMID 12842911. doi:10.1101/gad.1071503.
- Skelton L, Cooper M, Murphy M, Platt A (2003). „Human immature monocyte-derived dendritic cells express the G protein-coupled receptor GPR105 (KIAA0001, P2Y14) and increase intracellular calcium in response to its agonist, uridine diphosphoglucose.”. J. Immunol. 171 (4): 1941—9. PMID 12902497.
- Moore DJ; Murdock PR; Watson JM;  . (2004). „GPR105, a novel Gi/o-coupled UDP-glucose receptor expressed on brain glia and peripheral immune cells, is regulated by immunologic challenge: possible role in neuroimmune function.”. Brain Res. Mol. Brain Res. 118 (1-2): 10—23. PMID 14559350. doi:10.1016/S0169-328X(03)00330-9.

## Spoljašnje veze
- „P2Y Receptors: P2Y14”. IUPHAR Database of Receptors and Ion Channels. International Union of Basic and Clinical Pharmacology. Архивирано из оригинала 03. 03. 2016. г.